# Каннингем, Сесил
Сесил Каннингем (англ. Cecil Cunningham, 2 августа 1888 — 17 апреля 1959) — американская актриса. В юности работала оператором в банке, после чего которое время участвовала в фотосессиях в качестве модели. В 1913 году Каннингем дебютировала на Бродвее, где последующие годы часто играла в мюзиклах, водевилях и ревю. В 1929 году актриса впервые появилась в Голливуде в мелодраме «Их собственное желание». Каннингем продолжала свою кинокарьеру до конца 1940-х, появившись за это время в фильмах «Взлёты и падения» (1937), «Этот замечательный мир» (1939), «Китти Фойл» (1940), «Вне подозрений» (1943), «В старой Оклахоме» (1943) и многих других. С 1915 по 1917 год она была замужем за сценаристом Джином С. Хейвзом, брак с которым закончился разводом. Сесил Каннингем умерла от атеросклероза в 1959 году в возрасте 70 лет.